# Neal McDonald
Neal McDonald (Brighton, 22 de julio de 1963) es un deportista británico que compitió en vela en las clases Flying Dutchman y 49er.
Ganó una medalla de oro en el Campeonato Europeo de 49er de 1998. Participó en los Juegos Olímpicos de Seúl 1988, ocupando el sexto lugar en la clase Flying Dutchman.

## Palmarés internacional
| \| Campeonato Europeo \| Campeonato Europeo \| Campeonato Europeo \| Campeonato Europeo \| \| Año \| Lugar \| Medalla \| Clase \| \| ------------------ \| -------------------- \| ------------------ \| ------------------ \| \| 1998 \| Helsinki (Finlandia) \| Medalla de oro \| 49er \| |                      |                |       |
| Campeonato Europeo |                      |                |       |
| Año | Lugar                | Medalla        | Clase |
| 1998 | Helsinki (Finlandia) | Medalla de oro | 49er  |